# 邊城三俠
《边城三侠》，是1966年香港邵氏公司出品，由張徹執導，王羽、罗烈主演的香港電影。影片主要明朝末年的三位侠士所遇到的事情。

## 電影內容
某日，卢方在一次解救人质的时候，意外的得知了人质居然是魏知县的女儿。而之所以绑匪会这么做，完全是因为知县只顾自己，不顾百姓的日常生活。
随后，得知了这些事情的卢方决定去管这些事情，并且，他该联合几个和他志同道合的人一起去解决这些事情。
虽说最后，魏知县终于被正法，但是卢方得朋友黄粱却死了……

## 演员表
- 王羽	饰演 卢方
- 羅烈 饰演  燕子青
- 鄭雷  饰演 黃粱
- 秦萍 饰演 魏文貞
- 杜娟 饰演 李居山妻
- 範麗 饰演 小香瓜
- 田豐 饰演 高保世
- 谷峯 饰演 李居仁
- 金童 饰演 高繼先
- 潘迎紫 饰演 高金玉
- 王昌熾 饰演 李居山
- 吳景麗 饰演 玲瓏
- 李影饰 袁崇煥
- 雷鳴 饰演 魏懷遠
- 李允中 饰演 師爺
- 陳鴻烈 饰演 項堅
- 張佩山、午馬 饰演 山賊

## 其他工作人员
- 副導演：熊廷武
- 攝影：王永隆
- 剪辑：姜興隆
- 动作指导：劉家良、唐佳
- 美术：陳其鋭[1]

## 備註
1. ↑  .   [2021-09-20]. （原始内容存档于2021-09-20）.

## 外部連結
- 豆瓣链接 （页面存档备份，存于）
- 互联网电影数据库（IMDb）上《边城三侠》的资料（英文）
- 香港影库链接 （页面存档备份，存于）